# Даровая (река)
Даровая — река в России, протекает в Даровском районе Кировской области. Устье реки находится в 69 км по правому берегу реки Волманга. Длина реки составляет 21 км.
Исток реки на Северных Увалах в 68 км к северо-западу от посёлка Даровской. Река течёт на юго-запад, перед устьем поворачивает на северо-запад. Приток — Черемушка (левый). Всё течение реки проходит по ненаселённому заболоченному лесу. Впадает в Волмангу в урочище Денисов Починок.

## Данные водного реестра
По данным государственного водного реестра России относится к Камскому бассейновому округу, водохозяйственный участок реки — Вятка от города Киров до города Котельнич, речной подбассейн реки — Вятка. Речной бассейн реки — Кама.
Код объекта в государственном водном реестре — 10010300312111100035171.